# ディスコの卵
『ディスコの卵』（ディスコのたまご）は、日本のバンド・ゲスの極み乙女の6枚目のスタジオ・アルバム。デジタル配信は、2024年5月22日配信。パッケージとしては、2024年7月3日に発売。

## 背景
- 前作『ストリーミング、CD、レコード』より約4年ぶりとなるフルアルバム。
- タイトル通り、所謂4つ打ちのディスコ風味な楽曲が多く収録されている。
- M3『シアラ』は2024年5月8日に先行配信された。
- M1『Funky Night』は2024年5月15日に先行配信された。

## 収録曲
| 全作詞・作曲: 川谷絵音。 |                      |          |            |      |
| #                        | タイトル             | 作詞     | 作曲・編曲 | 時間 |
| 1.                       | 「Funky Night」      | 川谷絵音 | 川谷絵音   | 3:17 |
| 2.                       | 「ゴーストディスコ」 | 川谷絵音 | 川谷絵音   | 3:26 |
| 3.                       | 「シアラ」           | 川谷絵音 | 川谷絵音   | 3:57 |
| 4.                       | 「悪夢のおまけ」     | 川谷絵音 | 川谷絵音   | 2:53 |
| 5.                       | 「晩春」             | 川谷絵音 | 川谷絵音   | 3:49 |
| 6.                       | 「作業用ディスコ」   | 川谷絵音 | 川谷絵音   | 2:32 |
| 7.                       | 「YDY」              | 川谷絵音 | 川谷絵音   | 4:19 |
| 8.                       | 「DJ卵」             | 川谷絵音 | 川谷絵音   | 3:19 |
| 9.                       | 「スローに踊るだけ」 | 川谷絵音 | 川谷絵音   | 3:28 |
| 10.                      | 「歌舞伎乙女」       | 川谷絵音 | 川谷絵音   | 4:46 |
| 11.                      | 「ドーパミン」       | 川谷絵音 | 川谷絵音   | 2:53 |
| 12.                      | 「Gut Feeling」      | 川谷絵音 | 川谷絵音   | 2:32 |
| 13.                      | 「作業用ローファイ」 | 川谷絵音 | 川谷絵音   | 2:33 |
| 14.                      | 「ハードモード」     | 川谷絵音 | 川谷絵音   | 4:16 |

## 演奏
- 川谷絵音：Vocal, Guitar, Programming
- 休日課長
  - Bass, Chorus
  - Recording (#6.13)
- ちゃんMARI：Keyboards, Vocal, Chorus
- ほな・いこか：Drums, Vocal, Chorus
- えつこ：Chorus, Chorus Arrangement (#1-5.9.10.11.14)
- 藤堂昌彦：1st Violin (#2)
- 漆原直美：2nd Violin (#2)
- 島内晶子：Viola (#2)
- 徳澤青弦：Cello, Strings Arrangement (#2)
- MELRAW：Alto Saxophone, Horn Arrangement (#4)
- PARKGOLF
  - Programming (#8.11.12)
  - Vocal Recording (#8)
- 井上うに：Recording & Mixing (#1-10.12.13.14)
- 渡辺省二郎：Recording & Mixing (#11)
- 塩崎麻帆：Vocal Recording (#1-5.7.9.10.11.12.14)

## タイアップ
| 曲名         | タイアップ                 |
| ------------ | -------------------------- |
| 悪夢のおまけ | 映画『この子は邪悪』主題歌 |